# Denis Couttet
François Denis Couttet (ur. 26 lutego 1900 w Chamonix, zm. 30 sierpnia 1956 tamże) – francuski biegacz narciarski, uczestnik Zimowych Igrzysk Olimpijskich 1924.
Wystartował w biegu olimpijskim na 18 kilometrów techniką klasyczną na Ice Stadium w Chamonix, jednak nie ukończył i w ostatecznym rozrachunku nie został sklasyfikowany.
Jego bracia Henri i Marcel byli również olimpijczykami startującymi w turnieju hokeja na lodzie.

## Osiągnięcia

### Igrzyska olimpijskie
| Igrzyska       | Data          | Konkurencja                      | Czas | Miejsce | Strata | Zwycięzca     | Źródło |
| -------------- | ------------- | -------------------------------- | ---- | ------- | ------ | ------------- | ------ |
| 1924, Chamonix | 2 lutego 1924 | bieg na 18 km techniką klasyczną | DNF  | -       | -      | Thorleif Haug | [ 3 ]  |